# Carlos Tarque
Carlos González Tarque (Santiago de Chile, Chile, 16 de septiembre de 1969), conocido artísticamente como Carlos Tarque, es un cantante y compositor español de rock, líder y miembro fundador del grupo M-Clan.

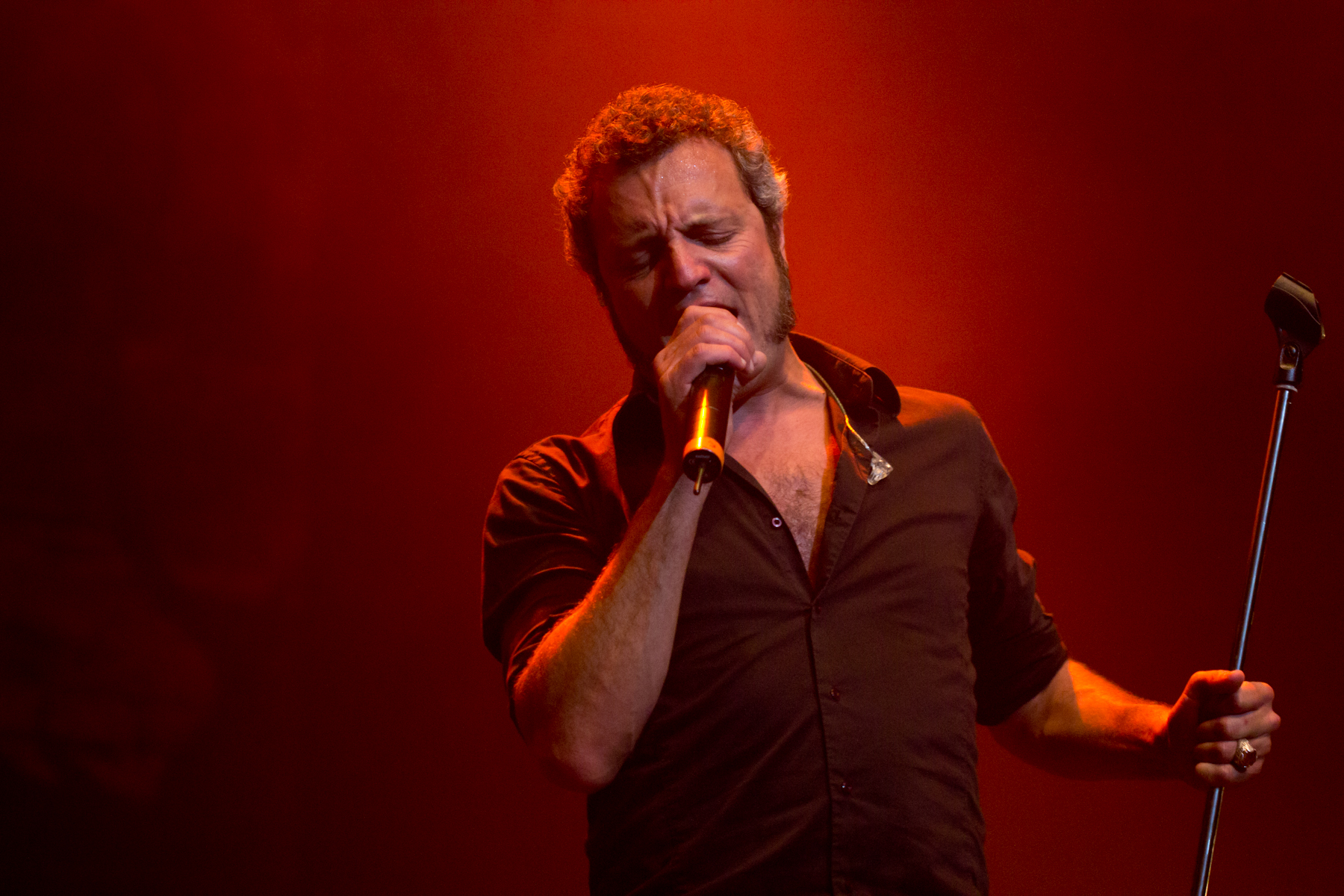

## Biografía
Aunque nacido en Chile, pasó su juventud en Murcia (España), donde despertó su pasión por la música rock. Creció escuchando a AC/DC, Kiss, Iron Maiden, Led Zeppelin, Deep Purple, Bob Dylan o The Beatles. 
Tras militar en varias formaciones musicales conoció en el Servicio Militar Obligatorio a Ricardo Ruipérez con el cual forjó una duradera y fructuosa amistad y con quien creó el grupo que poco tiempo después,irrumpió en el panorama roquero español bajo el nombre de M Clan con su primer disco Un buen momento en 1995.
Al margen de M Clan, Carlos lideró hasta finales de 2008 otra banda llamada Rollers, en la que versionaba canciones del hard rock de todos los tiempos de bandas como The Band, Status Quo, Paul Weller o The Georgia Satellites, entre otras.
En 2013 creó junto a Leiva una nueva banda de versiones llamada Gran Cañón y enfocada a los clásicos del rock de los 70.
En el año 2010, Carlos publicó un libro de poemas titulado Sótanos, Tierra y Montañas Rusas en colaboración con el fotógrafo Thomas Canet.
Por otro lado, Carlos Tarque ha colaborado con artistas del ámbito nacional tan consagrados como: Miguel Ríos, Ariel Rot, Amaral, Jarabe de Palo, Pereza, Isma Romero, Los Zigarros o Loquillo.
En 2018 lanzó su proyecto en solitario llamado “Tarque” con los músicos Carlos Raya, Coki Giménez y Chapo González. El día 5 de octubre de 2018 lanzó su álbum debut, llamado de manera homónima. Su segundo álbum llamado "Vol. 2" fue lanzado el 20 de octubre de 2023, llegando en su primera semana a la venta al puesto número 5 en la lista de discos más vendidos en España, solo por detrás de otros artistas como los Rolling Stones o Angelus Apatrida.

## Discografía

### En solitario
- Tarque (2018)
- Vol. 2 (2023)[3]

### M Clan
De estudio
- Un buen momento (1995)
- Coliseum (1997)
- Usar y tirar (1999)
- Defectos personales (2002)
- Sopa fría (2004)
- Memorias de un espantapájaros (2008)
- Para no ver el final (2010)
- Arenas movedizas (2012)
- Delta (2016)

En directo
- Sin enchufe (2001)
- Dos noches en el Price (2014)
- En Petit Comité (2022)

Recopilaciones
- Retrovisión (2006, con dos temas nuevos).

## Obra
- Sótanos, tierra y montañas rusas (2010)